# John T. Brown
John Taylor Brown (* 14. März 1876 in Plain City, Ohio; † 18. Januar 1951 im Madison County, Ohio) war ein US-amerikanischer Politiker. Zwischen 1929 und 1931 war er Vizegouverneur des Bundesstaates Ohio.

## Werdegang
Über die Jugend und Schulausbildung von John Brown ist nichts überliefert. Auch über seinen Werdegang jenseits der Politik gibt es in den Quellen keine Angaben. Er muss aber im Bereich der Landwirtschaft tätig gewesen sein, weil er später Mitglied des Farm Bureau war und 1968 posthum in die Ohio Agricultural Hall of Fame aufgenommen wurde. Politisch schloss er sich der Republikanischen Partei an. Zwischen 1921 und 1928 saß er als Abgeordneter im Repräsentantenhaus von Ohio.
1928 wurde Brown an der Seite von Myers Y. Cooper zum Vizegouverneur von Ohio gewählt. Dieses Amt bekleidete er zwischen 1929 und 1931. Dabei war er Stellvertreter des Gouverneurs und Vorsitzender des Staatssenats. 1930 wurde Brown nicht in seinem Amt bestätigt. Im Jahr 1940 war er Ersatzdelegierter zur Republican National Convention.  Er war Mitglied mehrerer Organisationen und Vereinigungen, darunter die Veteranenorganisation Sons of the American Revolution und die Freimaurer. Er starb am 18. Januar 1951.